# Рев'якінська волость
Рев'якінська волость — адміністративно-територіальна одиниця Путивльського повіту Курської губернії.
Станом на 1886 рік складалася з 17 поселень, 15 сільських громад. Населення — 3711 осіб (1840 чоловічої статі та 1873 — жіночої), 476 дворових господарств.
|                     | Площа, десятин | У тому числі орної, дес. |
| ------------------- | -------------- | ------------------------ |
| Сільських громад    | 3367           | 2890                     |
| Приватної власності | 3164           | 2192                     |
| Іншої власності     | 66             | 65                       |
| Загалом             | 6597           | 5147                     |

Найбільші поселення волості:
- Рев'якине — колишнє власницьке та державне село за 22 версти від повітового міста, 312 осіб, 51 двір, православна церква.
- Веселе — колишнє власницьке село, 757 осіб, 99 дворів.
- Погаричі — колишнє власницьке село при річці Клевень, 500 осіб, 70 дворів, православна церква та школа.
- Шулешева — колишнє власницьке село при річці Клевень, 516 особи, 70 дворів.